# Penstemon concinnus
Espèce
Penstemon concinnus  est une espèce de plantes de la famille des Plantaginacées, originaire d'Amérique du Nord. Elle est connue sous le nom de  Tunnel Springs Beardtongue en anglais.

## Description
Cette espèce est pérenne et peut atteindre 20cm. Elle se trouve a des altitudes entre 1600 et 2000m.